# UCIプロツアー2005
UCIプロツアー2005は2005年3月6日のパリ〜ニースで開幕し、10月15日のジロ・ディ・ロンバルディアで閉幕した、国際自転車競技連合（UCI）が最上位ランクと位置づけるロードレースの2005年シリーズ戦。
全シリーズで3回の優勝を飾ったイタリアのダニーロ・ディルーカが初代王者に就いた。チームはボビー・ジュリックなどの活躍によりチームCSCが優勝。国別ではディルーカらのいるイタリアが優勝した。
なお、世界自転車選手権は、個人ロードだけが対象となった。

## 全結果

### 各レースの優勝者
| 開催日          | レース                                     | 開催                        | 優勝者                       | 国籍               | 所属 | 総合ポイント1位選手    |
| --------------- | ------------------------------------------ | --------------------------- | ---------------------------- | ------------------ | ---- | ---------------------- |
| 3月6日-13日     | パリ〜ニース                               | フランスの旗                | ボビー・ジュリック           | アメリカ合衆国の旗 | CSC  | ボビー・ジュリック     |
| 3月9日-15日     | ティレーノ〜アドリアティコ                 | イタリアの旗                | オスカル・フレイレ           | スペインの旗       | RAB  | オスカル・フレイレ     |
| 3月19日         | ミラノ〜サンレモ                           | イタリアの旗                | アレサンドロ・ペタッキ       | イタリアの旗       | FAS  | アレサンドロ・ペタッキ |
| 4月3日          | ロンド・ファン・フラーンデレン             | ベルギーの旗                | トム・ボーネン               | ベルギーの旗       | QSI  | アレサンドロ・ペタッキ |
| 4月5日-9日      | バスク一周                                 | スペインの旗                | ダニーロ・ディルーカ         | イタリアの旗       | LIQ  | アレサンドロ・ペタッキ |
| 4月6日          | ヘント〜ウェヴェルヘム                     | ベルギーの旗                | ニコ・マッタン               | ベルギーの旗       | DVL  | アレサンドロ・ペタッキ |
| 4月10日         | パリ〜ルーベ                               | フランスの旗                | トム・ボーネン               | ベルギーの旗       | QSI  | トム・ボーネン         |
| 4月17日         | アムステルゴールドレース                   | オランダの旗                | ダニーロ・ディルーカ         | イタリアの旗       | LIQ  | トム・ボーネン         |
| 4月20日         | フレッシュ・ワロンヌ                       | ベルギーの旗                | ダニーロ・ディルーカ         | イタリアの旗       | LIQ  | ダニーロ・ディルーカ   |
| 4月24日         | リエージュ〜バストーニュ〜リエージュ       | ベルギーの旗                | アレクサンドル・ヴィノクロフ | カザフスタンの旗   | TMO  | ダニーロ・ディルーカ   |
| 4月26日-5月1日  | ツール・ド・ロマンディ                     | スイスの旗                  | サンティアゴ・ボテーロ       | コロンビアの旗     | PHO  | ダニーロ・ディルーカ   |
| 5月7日-29日     | ジロ・デ・イタリア                         | イタリアの旗                | パオロ・サヴォルデッリ       | イタリアの旗       | DSC  | ダニーロ・ディルーカ   |
| 5月16日-22日    | カタルーニャ一周                           | スペインの旗                | ヤロスラフ・ポポヴィッチ     | ウクライナの旗     | DSC  | ダニーロ・ディルーカ   |
| 6月5日-12日     | ドーフィネ・リベレ                         | フランスの旗                | イニーゴ・ランダルセ         | スペインの旗       | EUS  | ダニーロ・ディルーカ   |
| 6月11日-19日    | ツール・ド・スイス                         | スイスの旗                  | アイトール・ゴンサレス       | スペインの旗       | EUS  | ダニーロ・ディルーカ   |
| 6月19日         | チームタイムトライアル・アイントホーフェン | オランダの旗                | ゲロルシュタイナー           | ドイツの旗         | GST  | ダニーロ・ディルーカ   |
| 7月2日-24日     | ツール・ド・フランス                       | フランスの旗                | 優勝者なし                   | アメリカ合衆国の旗 | DSC  | ダニーロ・ディルーカ   |
| 7月31日         | HEWサイクラシックス                        | ドイツの旗                  | フィリッポ・ポッツァート     | イタリアの旗       | QSI  | ダニーロ・ディルーカ   |
| 8月3日-10日     | エネコ・ツアー                             | ベルギーの旗 · オランダの旗 | ボビー・ジュリック           | アメリカ合衆国の旗 | CSC  | ダニーロ・ディルーカ   |
| 8月13日         | クラシカ・サンセバスティアン               | スペインの旗                | コンスタンティノ・サバリャ   | スペインの旗       | SDV  | ダニーロ・ディルーカ   |
| 8月15日-23日    | ドイツ・ツアー                             | ドイツの旗                  | リーヴァイ・ライプハイマー   | アメリカ合衆国の旗 | GST  | ダニーロ・ディルーカ   |
| 8月27日-9月18日 | ブエルタ・ア・エスパーニャ                 | スペインの旗                | デニス・メンショフ           | ロシアの旗         | RAB  | ダニーロ・ディルーカ   |
| 8月28日         | GP西フランス・プルエー                     | フランスの旗                | ジョージ・ヒンカピー         | アメリカ合衆国の旗 | DSC  | ダニーロ・ディルーカ   |
| 9月12日-18日    | ツール・ド・ポローニュ                     | ポーランドの旗              | キム・キルシェン             | ルクセンブルクの旗 | FAS  | ダニーロ・ディルーカ   |
| 9月25日         | 世界選手権自転車競技大会・男子ロードレース | スペインの旗                | トム・ボーネン               | ベルギーの旗       | QSI  | ダニーロ・ディルーカ   |
| 10月2日         | チューリッヒ選手権                         | スイスの旗                  | パオロ・ベッティーニ         | イタリアの旗       | QSI  | ダニーロ・ディルーカ   |
| 10月9日         | パリ〜ツール                               | フランスの旗                | エリック・ツァベル           | ドイツの旗         | TMO  | ダニーロ・ディルーカ   |
| 10月15日        | ジロ・ディ・ロンバルディア                 | イタリアの旗                | パオロ・ベッティーニ         | イタリアの旗       | QSI  | ダニーロ・ディルーカ   |

### 個人成績
|    | 選手名                       | 国籍           | チーム                               | ポイント |
| -- | ---------------------------- | -------------- | ------------------------------------ | -------- |
| 1  | ダニーロ・ディルーカ         | イタリア       | リクィガス                           | 229      |
| 2  | トム・ボーネン               | ベルギー       | クイック・ステップ・イネリゲティック | 171      |
| 3  | ダビデ・レベリン             | イタリア       | ゲロルシュタイナー                   | 151      |
| 4  | ヤン・ウルリッヒ             | ドイツ         | T-モバイル                           | 140      |
| 5  | ランス・アームストロング     | アメリカ合衆国 | チーム・ディスカバリーチャンネル     | 139      |
| 6  | アレクサンドル・ヴィノクロフ | カザフスタン   | T-モバイル                           | 136      |
| 7  | リーヴァイ・ライプハイマー   | アメリカ合衆国 | ゲロルシュタイナー                   | 131      |
| 8  | パオロ・ベッティーニ         | イタリア       | クイック・ステップ・イネリゲティック | 130      |
| 9  | ボビー・ジュリック           | アメリカ合衆国 | チームCSC                            | 130      |
| 10 | ジョージ・ヒンカピー         | アメリカ合衆国 | チーム・ディスカバリーチャンネル     | 129      |
| 11 | アレッサンドロ・ペタッキ     | イタリア       | ファッサ・ボルトロ                   | 128      |
| 12 | ジルベルト・シモーニ         | イタリア       | ランプレ・フォンディタル             | 111      |
| 13 | フランク・シュレック         | ルクセンブルク | チームCSC                            | 110      |
| 14 | デニス・メンショフ           | ロシア         | ラボバンク                           | 109      |
| 15 | フランシスコ・マンセボ       | スペイン       | イレス・バレアルス                   | 107      |

### チーム成績
|    | コード | チーム                               | 国籍           | 紹介サイト | ポイント |
| -- | ------ | ------------------------------------ | -------------- | ---------- | -------- |
| 1  | CSC    | チームCSC                            | デンマーク     |            | 390      |
| 2  | PHO    | フォナック                           | スイス         | 閉鎖       | 353      |
| 3  | RAB    | ラボバンク                           | オランダ       |            | 349      |
| 4  | DVL    | ダヴィタモン・ロット                 | ベルギー       |            | 322      |
| 5  | LSW    | リバティー・セグロス                 | スペイン       |            | 320      |
| 6  | GST    | ゲロルシュタイナー                   | ドイツ         |            | 303      |
| 7  | SDV    | サウニエル・デュバル・プロディール   | スペイン       |            | 293      |
| 8  | DSC    | チーム・ディスカバリーチャンネル     | アメリカ合衆国 |            | 274      |
| 9  | C.A    | クレディ・アグリコール               | フランス       |            | 264      |
| 10 | IBA    | イレス・バレアルス                   | スペイン       |            | 262      |
| 11 | COF    | コフィディス                         | フランス       |            | 258      |
| 12 | QSI    | クイック・ステップ・イネリゲティック | ベルギー       |            | 253      |
| 13 | FAS    | ファッサ・ボルトロ                   | イタリア       |            | 245      |
| 14 | TMO    | T-モバイル                           | ドイツ         |            | 244      |
| 15 | LIQ    | リクィガス                           | イタリア       |            | 228      |
| 16 | LAM    | ランプレ・フォンディタル             | イタリア       |            | 211      |
| 17 | BTL    | ブイグ・テレコム                     | フランス       |            | 183      |
| 18 | DOM    | ドミーマ・ヴァカンツェ               | イタリア       | 閉鎖       | 161      |
| 19 | EUS    | エウスカルテル・エウスカディ         | スペイン       | 閉鎖       | 147      |
| 20 | FDJ    | フランセーズ・デ・ジュー             | フランス       |            | 130      |

### 国別成績
|    | 国名             | ポイント |
| -- | ---------------- | -------- |
| 1  | イタリア         | 749      |
| 2  | アメリカ合衆国   | 559      |
| 3  | スペイン         | 459      |
| 4  | ドイツ           | 405      |
| 5  | オーストラリア   | 307      |
| 6  | ベルギー         | 304      |
| 7  | オランダ         | 280      |
| 8  | ルクセンブルク   | 191      |
| 9  | フランス         | 163      |
| 10 | ロシア           | 153      |
| 11 | カザフスタン     | 144      |
| 12 | スイス           | 131      |
| 13 | コロンビア       | 119      |
| 14 | ウクライナ       | 101      |
| 15 | デンマーク       | 97       |
| 16 | ノルウェー       | 72       |
| 17 | スウェーデン     | 67       |
| 18 | オーストリア     | 62       |
| 19 | スロベニア       | 53       |
| 20 | チェコ           | 15       |
| 21 | ニュージーランド | 7        |
| 22 | エストニア       | 3        |
| 23 | クロアチア       | 1        |